# Joana Amendoeira
Joana Amendoeira (Santarém, 30 de Setembro de 1982) é uma fadista portuguesa

## Percurso
Joana Amendoeira aparece em público, com destaque, em 1994, participando na Grande Noite do Fado de Lisboa.
Um ano depois, em 1995, participou na Grande Noite do Fado, no Porto, ganhando o primeiro prémio de interpretação feminina em juvenis.
Em 1998 desloca-se pela primeira vez ao estrangeiro, onde actua no âmbito do evento "Dias de Portugal", organizado pelo ICEP na cidade de Budapeste (Hungria). Ainda no mesmo ano, grava o seu primeiro álbum, intitulado Olhos Garotos.
Em 2000 edita o segundo álbum, Aquela Rua, que recebe as melhores referências da crítica especializada. Inicia uma colaboração regular com o "Clube de Fado", uma das mais prestigiadas casas de Fado de Lisboa, onde faz parte do elenco.
Participa no disco de homenagem a Moniz Pereira, editado em 2002 pela Universal, e na banda sonora da série televisiva A Jóia de África.
Em 2003, lança o seu terceiro álbum, Joana Amendoeira. A digressão deste álbum leva-a a vários países como a Holanda, Espanha, França, Áustria. Ainda no ano de 2003, participa no disco de homenagem a Carlos do Carmo, intitulado O Novo Homem na Cidade.
Em 2004 recebe o Prémio Revelação 2004 da Casa da Imprensa. Lança o álbum Ao vivo em Lisboa em Julho 2005. O disco foi gravado no Teatro São Luiz em Novembro de 2004.
O disco À Flor da Pele, de 2007, marcou uma nova fase da artista, com chancela da HM Música, a empresa que geria a sua carreira desde 2003. Este trabalho foi dirigido musicalmente por Custódio Castelo e gravado nos estúdios Pé-de-vento por Fernando Nunes.
Seguiram-se as digressões pela Europa, que passaram por locais como o Concertgebouw em Amesterdão, a Royal Opera House e o  Queen Elizabeth Hall em Londres ou o Teátrum Millenáris Park em Budapeste. Ainda na Hungria foi convidada no concerto de Comemoração dos 40 anos de carreira do cantor húngaro Zorán, que decorreu na Papp László Budapest Sportaréna.
Na Arena de Portimão, no mês de Novembro de 2007, Joana Amendoeira, Pedro Amendoeira (guitarra portuguesa), Pedro Pinhal (viola de fado), Paulo Paz (contrabaixo) e Filipe Raposo (acordeão) encontraram-se numa reflexão em redor do repertório da fadista para uma actuação com a Orquestra do Algarve. O resultado foi um dos espectáculos mais emblemáticos da carreira da artista. Surgiu a ideia de criar um ensemble para se juntar à voz de Joana Amendoeira e ao seu quarteto, formando assim um espectáculo com arranjos de João Godinho, que viria a estrear na Praça de Armas do Castelo de São Jorge, em Lisboa, no âmbito da 5.ª edição da Festa do Fado, realizada no dia 21 de Junho de 2008.
Deste espectáculo surgiu, ainda em 2008, o sexto disco da fadista Joana Amendoeira & Mar Ensemble, desta vez gravado e filmado para se tornar num disco ao vivo com oferta de DVD. Em Março de 2009, a Fundação Amália Rodrigues atribuir ao álbum o prémio de "Melhor Disco de Fado de 2008".
O "Mar Ensemble", criado especificamente para o espectáculo, com a direcção de Paulo Moreira (violoncelo), contou com a presença de António Barbosa (primeiro violino), Paula Pestana (segundo violino), Ricardo Mateus (viola d’arco), Maria Rosa (flauta), Rui Travasso (clarinete), Carlos Alberto (trompete) e João Carlos (trompa). Filipe Raposo juntou o seu acordeão ao trio de fado que desde sempre tem vindo a acompanhar a fadista pelos quatro cantos do mundo.
Após o lançamento do disco, seguiram-se os concertos em salas prestigiadas do circuito da world music: Bélgica, Egito, Estónia, França, Grécia, Holanda, Itália, Lituânia e Índia.
Em 2010 lança o disco Sétimo Fado.
Segue-se Amor Mais Perfeito (Tributo a José Fontes Rocha) em 2012.
Joana Amendoeira participa em 2014 no projecto discográfico infantil de autoria de Rodrigo Costa Félix, "Brincar aos Fados", ao lado de outros grandes nomes do Fado como Celeste Rodrigues, Camané, Cristina Branco, Ricardo Ribeiro, entre outros, com letras de Tiago Torres da Silva para músicas de fado tradicional.
Na sequência da digressão de "Amor mais perfeito, que a levou a inúmeros palcos europeus e não só, entre 2012 e 2015, prepara agora a edição do seu nono disco de originais, com o título"Muito Depois", que conta com a produção do letrista Tiago Torres da Silva, e a participação de fantásticos músicos como Pedro Amendoeira (Guitarra Portuguesa), Rogério Ferreira (Viola da Fado), António Quintino (Contrabaixo), Filipe Raposo (Piano), Pedro Jóia (Guitarra Clássica) e Paulo de Carvalho (Voz), que irá sair em Outubro de 2015.
Em 2016 lança mais um CD com o título "Muito Depois".

## Discografia
- Olhos Garotos (1998)
- Aquela Rua (2000)
- Joana Amendoeira (2003)
- Ao Vivo em Lisboa (2005)
- À Flor da Pele (2006)
- Joana Amendoeira & Mar Ensemble (2008)
- Sétimo Fado (2010)
- Amor Mais Perfeito (Tributo a José Fontes Rocha) (2012)
- Muito Depois (2016)